# جون دوبز
جون دوبز (بالإنجليزية: John Dobbs)‏ هو لاعب كرة قاعدة أمريكي، ولد في 3 يونيو 1875 في تشاتانوغا في الولايات المتحدة، وتوفي في 9 سبتمبر 1934 في تشارلوت في الولايات المتحدة.

## وصلات خارجية
- جون دوبز على موقعبيزبول رفرنس.كوم (الدوري الرئيسي) (الإنجليزية)
- جون دوبز على موقعبيزبول رفرنس.كوم (الدوري الثانوي) (الإنجليزية)
- جون دوبز على موقع مشجعي الرسوم البيانية (الإنجليزية)